# Pran
Pran Krishan Sikand (Nuova Delhi, 12 febbraio 1920 – Mumbai, 12 luglio 2013) è stato un attore indiano, conosciuto semplicemente come Pran. Nella sua carriera cinematografica ha spesso interpretato il ruolo del personaggio cattivo e del caratterista lavorando principalmente per l'industria cinematografica di Bollywood dagli anni '40 agli anni '90. Ha interpretato ruoli eroici dal 1940 al 1947, del cattivo dal 1942 al 1991, e ha interpretato ruoli di supporto e da caratterista dal 1948 al 2007..
Nella sua lunga e prolifica carriera, Pran è apparso in oltre 350 film. Ha interpretato il ruolo di protagonista in opere come Khandaan (1942), Pilpili Saheb (1954) e Halaku (1956). I suoi ruoli in Madhumati (1958), Jis Desh Mein Ganga Behti Hai (1960), Upkar (1967), Shaheed (1965), Purab Aur Paschim (1970), Ram Aur Shyam (1967), Aansoo Ban Gaye Phool (1969), Johny Mera Naam (1970), Victoria No. 203 (1972), Be-Imaan (1972), Zanjeer (1973), Don (1978), Amar Akbar Anthony (1977) e Duniya (1984) sono considerati le sue migliori interpretazioni.
Pran è morto il 12 luglio 2013 all'età di 93 anni, dopo aver sofferto a lungo per una malattia, al Lilavati Hospital di Mumbai.